# 经济思想史
经济思想史（History of economic thoughts），也称经济理论史（history of economic theory），即经济学史（history of economics），是通过对过去的经济理论发展和变迁的追溯，针对“经济对于人类意味着什么”这个根本问题进行考察的经济学分支。由於經濟學由不同學派組成，故一般經濟思想史都以不同的學派為主要分類。一些古希臘作家，例如亞里斯多德，就曾探討過分配經濟報償的學問，並思考財富究竟該由私人所掌控或者共有。中世紀的經院哲學家阿奎納則認為，生意人有以合理價格進行買賣的道德義務。
在西方文化中，經濟學直到18-19世紀的工業革命時才從哲學中獨立出來，成為一門獨立的學科，也因此在這段時間，世界的經濟成長速度大幅提升。

## 古代
古代經濟思想史泛指進入中世紀以前人們對於經濟措施的哲學思想以及政治制度，可以追溯至美索不達米亞、古希臘、古羅馬、中國以及波斯。有些學者認為，早期的經濟思想與當今不同，前者由形上學的概念出發，無法與後者始於啟蒙時期的哲學思想相稱。

### 希臘、羅馬地區
古希臘時期有許多哲學家發表了對經濟學的觀察，以亞里斯多德及色諾芬最具代表性。除此之外，當時也有諸多文獻記載了經濟學的概念。例如，亞里斯托芬《青蛙》中記載的格勒善定律(或稱劣幣驅逐良幣法則)以及柏拉圖在對話錄中探討的法定貨幣。 另外，制度方面，羅馬帝國末期的查士丁尼一世在羅馬帝國的法律基礎下整理並頒布了《民法大全》，成了後世法律學研究及私法訂定時參考的對象。以下就古典思想方面，稍作簡略的分述。

#### 色諾芬
色诺芬（Xenophon）的《经济论》在古希腊被认为是“家庭管理规范的学问”，也就是一门“管家”的学问，但仍可作为第一部西方经济学著作，设立了人类经济思想的起点。他借用苏格拉底和他人对话，不仅提出“经济”这个词，还阐述了农工商的关系、人类物质幸福的内涵、拥有和增加财富的途径和手段、人才对经济的作用以及货币的作用等。

### 古印度
(編輯中)

### 古中國
(編輯中)

### 近東地區
在近東地區，為了提升在兩河流域及尼羅河流域的耕作經濟效益，這兩個地區的古文明之人民發展出了度量衡以及計數的方法，例如六十進制及古埃及分數，奠定了經濟發展的基礎。蘇美城邦首先以大麥作為商品貨幣，並謝克爾作為單位，建立了一套市場的經濟體系。而後的巴比倫人以君王所頒布的法典(例如漢摩拉比法典)，明訂了各種不同商品貨幣之間的計量制度。這些由蘇美人及巴比倫人建立的制度有些甚至沿用至今，例如交易的利率、懲罰違法行為的罰金、遺產繼承、課稅等等。